# Claude Berrou
Claude Berrou (Penmarch, 23 de setembro de 1951) é um engenheiro eletricista francês, professor da IMT Atlantique em Brest, França.

## Carreira
Berrou foi professor da IMT Atlantique em 1978 e chefe adjunto do departamento de eletrônica. Construiu o Laboratório de Circuitos Integrados. Junto com Alain Glavieux e Punya Thitimajshima desenvolveu um novo método de codificação de canal, o Turbo Code, publicado em 1993.
Recebeu dentre outros a Medalha Richard W. Hamming de 2003, juntamente com Alain Glavieux, e o Prêmio Marconi de 2005
É membro do Instituto de Engenheiros Eletricistas e Eletrônicos (IEEE).